# Cantón de Le Coudray-Saint-Germer
El cantón de Le Coudray-Saint-Germer era una división administrativa francesa, que estaba situada en el departamento de Oise y la región de Picardía.

## Composición
El cantón estaba formado por dieciocho comunas:
- Blacourt
- Cuigy-en-Bray
- Espaubourg
- Flavacourt
- Hodenc-en-Bray
- Labosse
- Lachapelle-aux-Pots
- Lalande-en-Son
- Lalandelle
- Le Coudray-Saint-Germer
- Le Vaumain
- Le Vauroux
- Puiseux-en-Bray
- Saint-Aubin-en-Bray
- Saint-Germer-de-Fly
- Saint-Pierre-es-Champs
- Sérifontaine
- Talmontiers

## Supresión del cantón de Le Coudray-Saint-Germer
En aplicación del Decreto n.º 2014-196 de 20 de febrero de 2014, el cantón de Le Coudray-Saint-Germer fue suprimido el 22 de marzo de 2015 y sus 18 comunas pasaron a formar parte nueve del nuevo cantón de Beauvais-2 y nueve del nuevo cantón de Grandvilliers.